# La Croix-Rousse
La Croix-Rousse is een wijk in de Franse stad Lyon, gelegen op de hellingen en het plateau van de heuvel met dezelfde naam. Deze heuvel ligt ingesloten tussen de rivieren de Saône en de Rhône, en grenst in het zuiden aan de wijk Presqu'île. La Croix-Rousse was een onafhankelijke gemeente in het departement Rhône tot deze op 24 maart 1852 werd opgenomen in Lyon.
De wijk is op te delen in twee stukken: de hellingen (Pentes de la Croix-Rousse), administratief gezien het noordelijke deel van het 1e arrondissement van de stad, en het plateau (Plateau de la Croix-Rousse) , het 4e arrondissement. 
Onder de heuvel ligt de tunnel de la Croix-Rousse.
De wijk werd in de 19e eeuw het centrum van de Franse zijde-industrie.

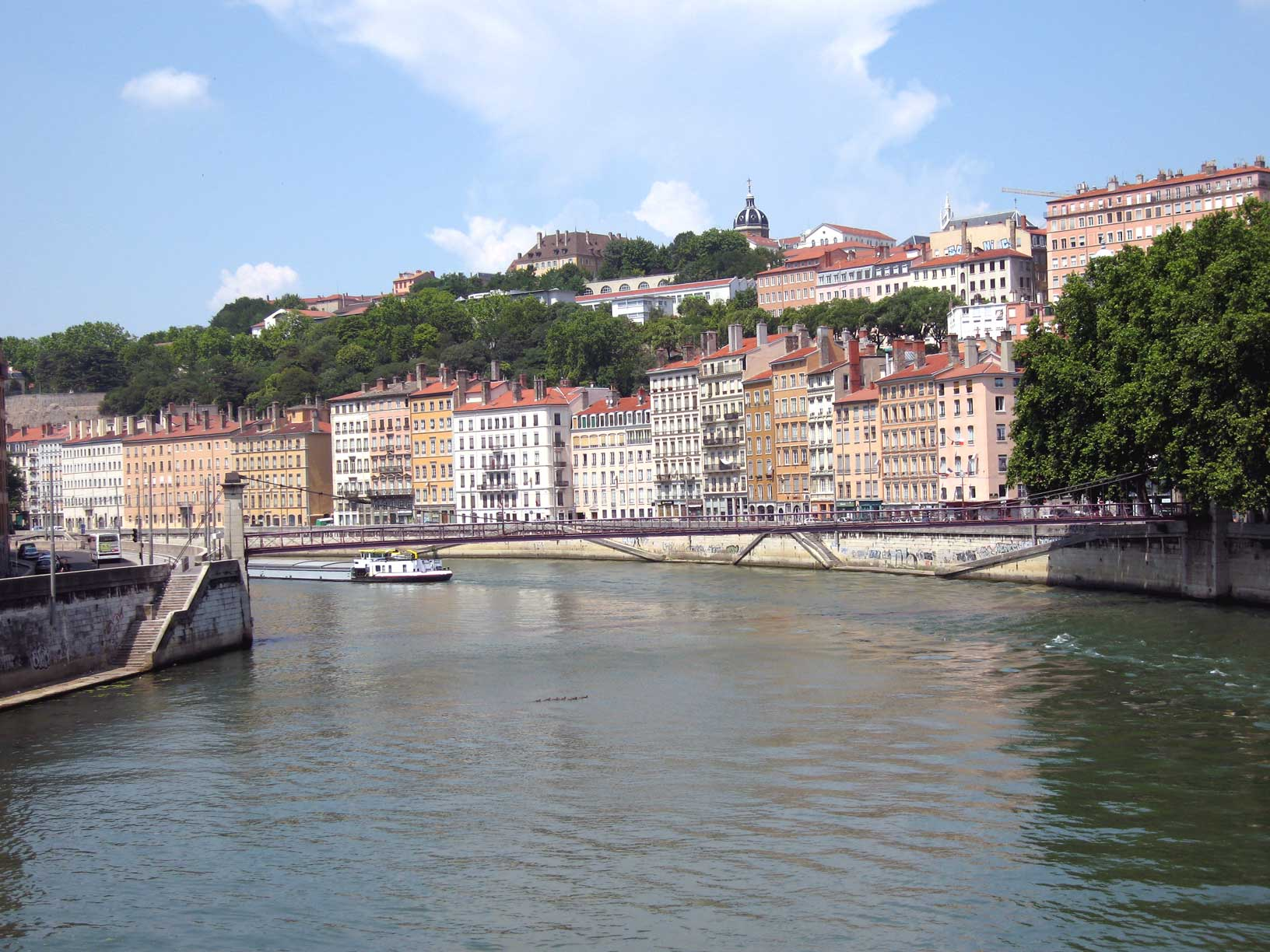
Uitzicht op La Croix-Rousse
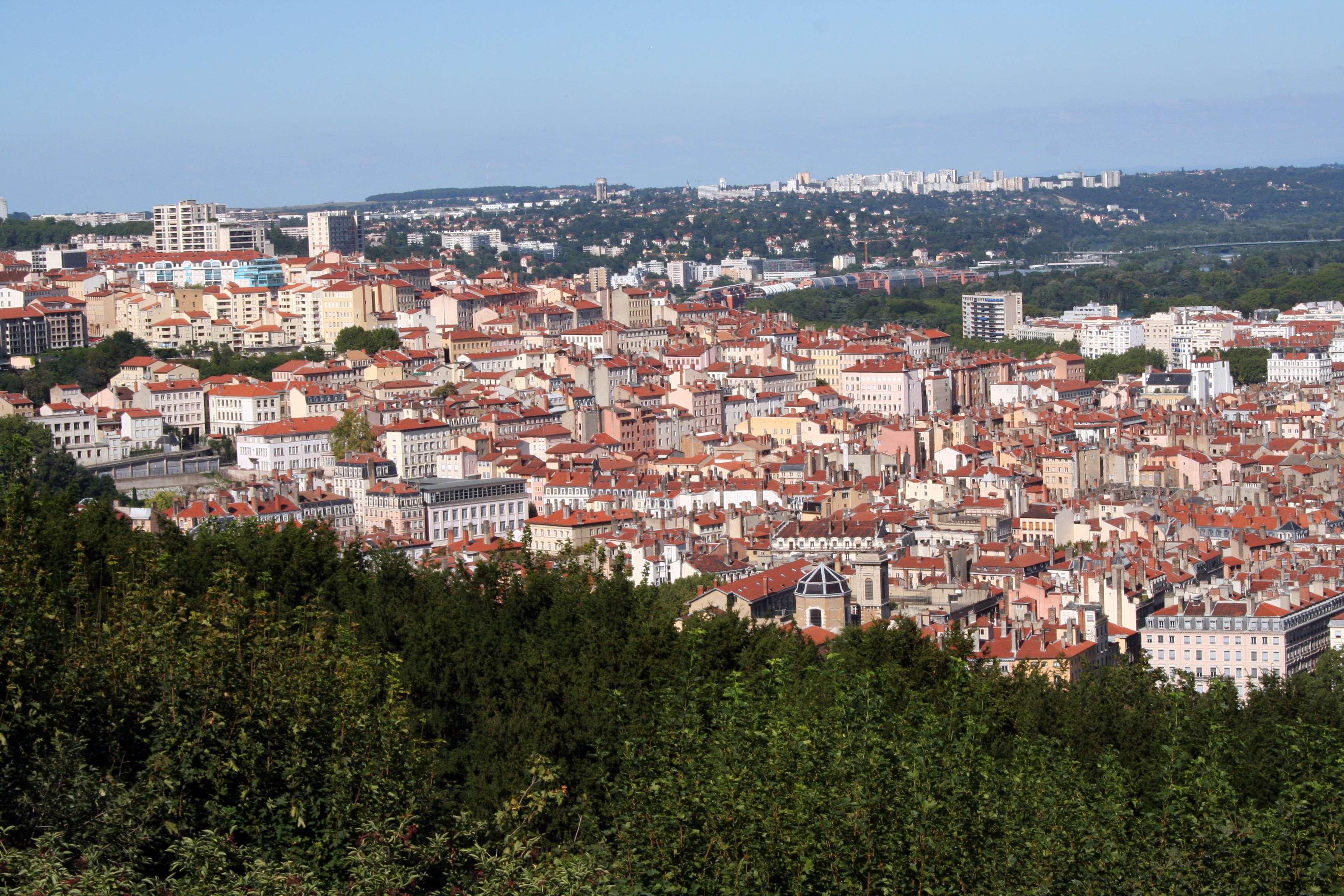
La Croix-Rousse
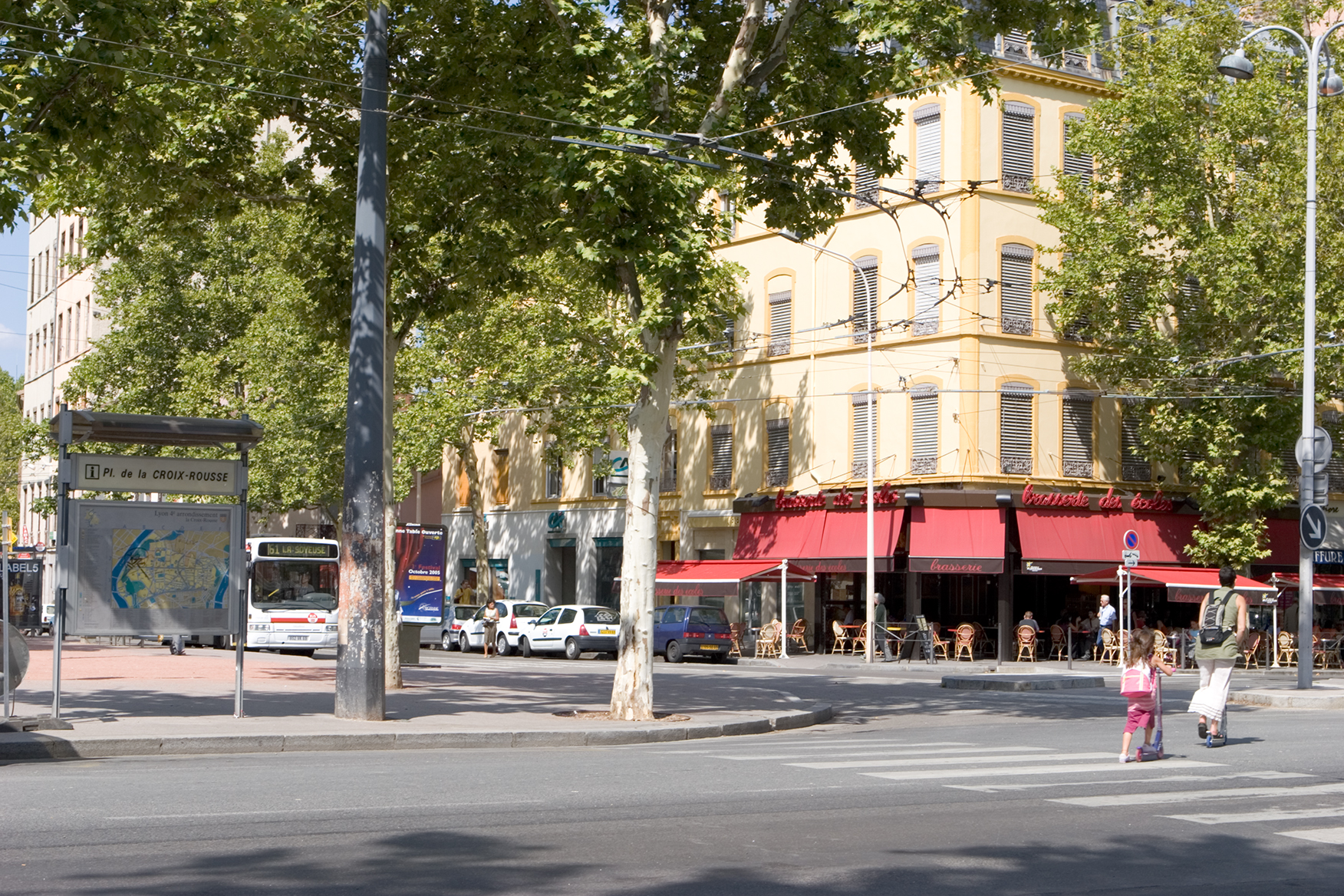
La Croix-Rousse